# Cessières
Cessières est une ancienne commune française, située dans le département de l'Aisne, en région Hauts-de-France.
Elle a fusionné le 1er janvier 2019 avec Suzy pour former la commune nouvelle de Cessières-Suzy dont elle est une commune déléguée.

## Géographie

### Localisation

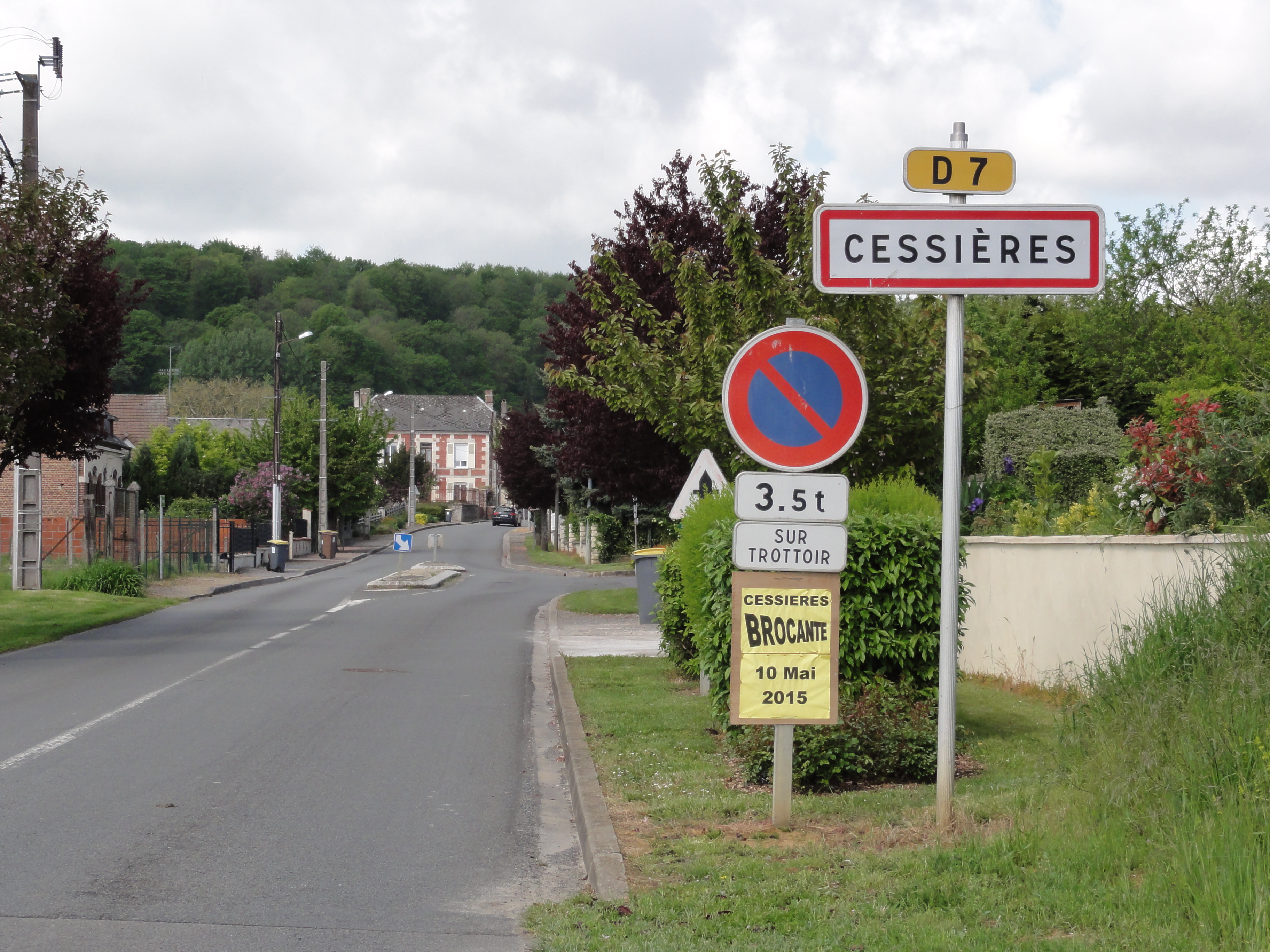
Entrée de Cessières.

Situé entre Laon (à l'est par rapport au village) et Saint-Gobain, à environ une dizaine de kilomètres de chaque ville, Cessières est un petit village entouré de forêts telles que le Mont de Forêt, le Mont des Veaux et la célèbre forêt domaniale de Saint-Gobain. Il est notamment agréable de s'y promener, de faire du vélo ou de s'adonner à la recherche de champignons.

### Hydrographie

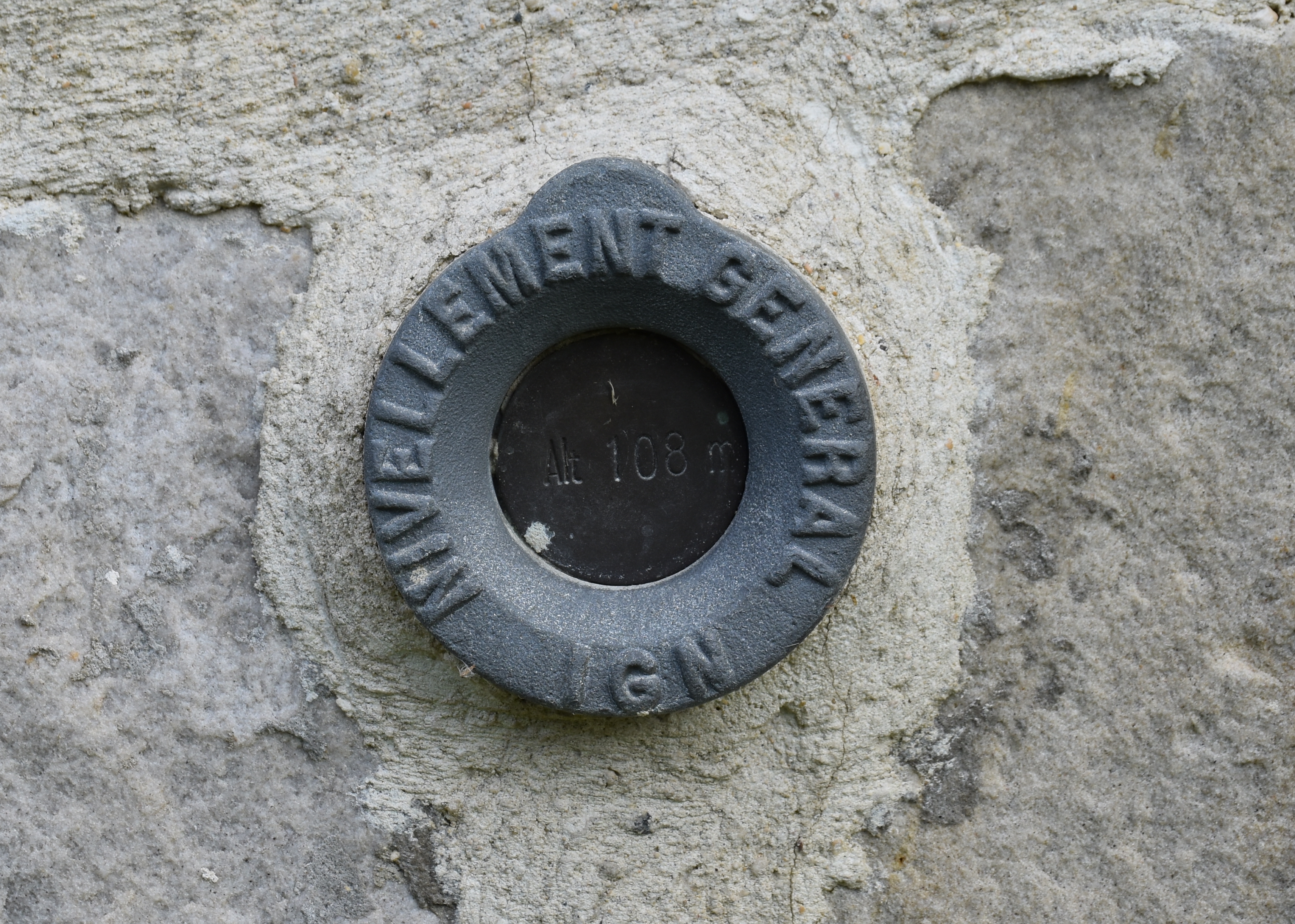
Borne de nivellement sur le mur de l'église - Altitude 108 m.

Le village et son marais est drainé par plusieurs ruisseaux, dont le Fossé du Marais , qui se jette dans l'Ailette, affluent de la rive gauche de l'Oise.
Plusieurs étangs s'y trouvent.

## Toponymie
Le nom de la localité est attesté sous les formes Cessiriis (580) ; Cesserie (1125) ; Cessarie (XIIe siècle) ; Cesseres (1239) ; Cessièrez (1389) ; Cessièrres (1417) ; Cessière (1440) ; Sessières (1497) ; Cessiers (1504).

Du latin cerasus « cerisier » et du suffixe -aria au pluriel : « cerisaies ».
Les petites cerises des bois sont appelées « cesses » dans la région, et l'arbre qui les produit est le « cessier ». Le mot est attesté dans la toponymie régionale (la vallée du Cessier, Le Cessier-de-Ciry à Retheuil, Le Cessier-de-Vauberon à Soucy).

## Histoire

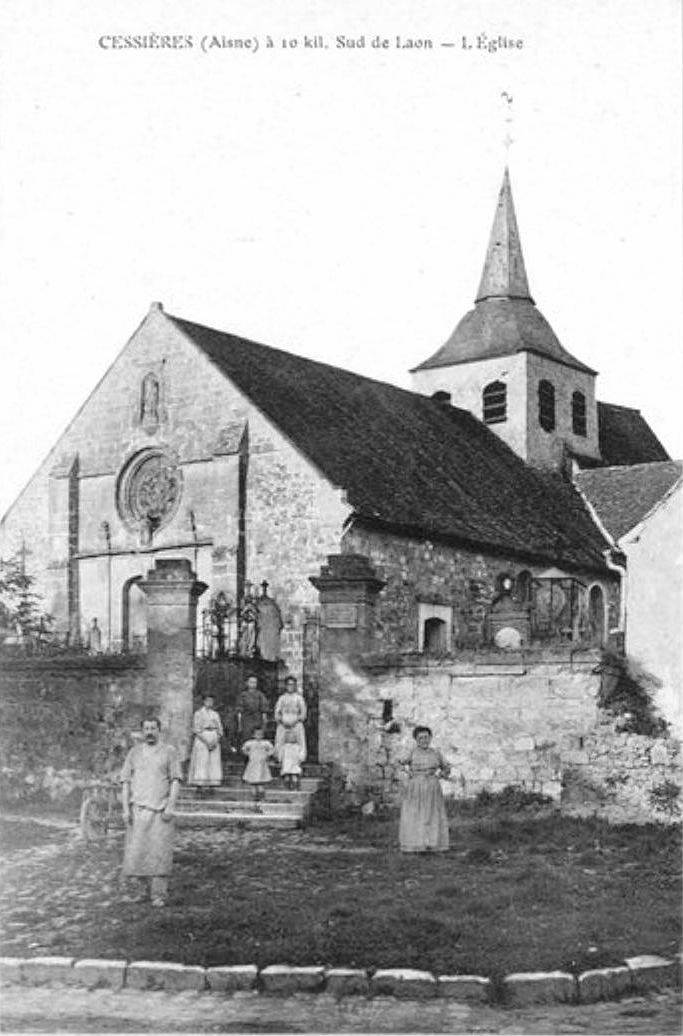
Carte postale de l'église vers 1920.

La première mention du village date de l'an 580.
En 631,  Saint Cagnoald, sixième évêque de Laon, fait construire une chapelle dédiée à Saint Nicolas. Une église est construite en 934 par l'évêque de Laon Enguerrand sur les ruines de la chapelle, mais elle s'effondre avant la fin des travaux, et une simple chapelle à Saint Antoine est édifiée.
Première Guerre mondiale
Le village est considéré comme détruit à la fin de la guerre et a  été décoré de la Croix de guerre 1914-1918, le 22 octobre 1920.
Fusion de communes
Une première réflexion en vue de la fusion de Cessières, Suzy et Faucoucourt  a eu lieu en 2015, et n'a pas abouti. Elle a été relancée en 2018 entre Cessières et Suzy, destinée notamment à assurer la sauvegarde de l'école, membre d'un regroupement pédagogique intercommunal (RPI) dont la pérennité semblait menacée pour la municipalité de Cessières, mais également afin d'obtenir de meilleurs financements d’État, et, pour Suzy, le souhait de quitter la communauté de communes Picardie des Châteaux.
Cessières et Suzy,  à la demande de leur conseil municipal, fusionnent le 1er janvier 2019 dans la commune nouvelle de Cessières-Suzy,.
Cessières en devient le chef-lieu et une commune déléguée.

## Politique et administration

### Rattachements administratifs et électoraux
Cessières se trouve  dans l'arrondissement de Laon du département de l' Aisne. Pour l'élection des députés, elle fait partie depuis 1988 de la première circonscription de l'Aisne.
Il faisait partie depuis 1801 du canton d'Anizy-le-Château. Dans le cadre du redécoupage cantonal de 2014 en France, le village était rattaché au canton de Laon-1 jusqu'à la fusion de 2019.

### Intercommunalité
Cessières, avant la fusion de 2019, faisait partie de la communauté d'agglomération du Pays de Laon.

### Liste des maires
| Période                                  | Période       | Identité         | Étiquette | Qualité      |
| ---------------------------------------- | ------------- | ---------------- | --------- | ------------ |
| Les données manquantes sont à compléter. |               |                  |           |              |
| avant 1878                               | après 1879    | Debrez           |           |              |
| Les données manquantes sont à compléter. |               |                  |           |              |
| juin 1995                                | mars 2014     | Roger Guilbert   |           |              |
| mars 2014                                | décembre 2018 | Pierre Berteloot | DVD       | Contremaître |

### Liste des maires délégués
| Période      | Période                   | Identité         | Étiquette | Qualité                                                                       |
| ------------ | ------------------------- | ---------------- | --------- | ----------------------------------------------------------------------------- |
| janvier 2019 | En cours (au 25 mai 2020) | Pierre Berteloot | DVD       | Contremaître Maire de Cessières-Suzy (2019 → ) Réélu pour le mandat 2020-2026 |

## Population et société

### Démographie
L'évolution du nombre d'habitants est connue à travers les recensements de la population effectués dans la commune depuis 1793. Pour les communes de moins de 10 000 habitants, une enquête de recensement portant sur toute la population est réalisée tous les cinq ans, les populations de référence des années intermédiaires étant quant à elles estimées par interpolation ou extrapolation. Pour la commune, le premier recensement exhaustif entrant dans le cadre du nouveau dispositif a été réalisé en 2005.

En 2022, la commune comptait 481 habitants, en évolution de +8,09 % par rapport à 2016 (Aisne : −1,97 %, France hors Mayotte : +2,11 %).
| 1793 | 1800 | 1806 | 1821 | 1831 | 1836 | 1841 | 1846 | 1851 |
| ---- | ---- | ---- | ---- | ---- | ---- | ---- | ---- | ---- |
| 509  | 537  | 563  | 567  | 599  | 622  | 605  | 574  | 569  |

| 1856 | 1861 | 1866 | 1872 | 1876 | 1881 | 1886 | 1891 | 1896 |
| ---- | ---- | ---- | ---- | ---- | ---- | ---- | ---- | ---- |
| 561  | 530  | 540  | 512  | 493  | 480  | 495  | 442  | 422  |

| 1901 | 1906 | 1911 | 1921 | 1926 | 1931 | 1936 | 1946 | 1954 |
| ---- | ---- | ---- | ---- | ---- | ---- | ---- | ---- | ---- |
| 379  | 393  | 386  | 258  | 262  | 243  | 273  | 273  | 288  |

| 1962 | 1968 | 1975 | 1982 | 1990 | 1999 | 2005 | 2006 | 2010 |
| ---- | ---- | ---- | ---- | ---- | ---- | ---- | ---- | ---- |
| 255  | 254  | 247  | 288  | 416  | 437  | 442  | 437  | 470  |

| 2015 | 2020 | 2022 | - | - | - | - | - | - |
| ---- | ---- | ---- | - | - | - | - | - | - |
| 451  | 468  | 481  | - | - | - | - | - | - |

### Cultes
L'église Saint-Sulpice-et-Saint-Antoine fait partie de la paroisse catholique Sainte Thérèse des Collines du diocèse de Soissons, Laon et Saint-Quentin.

## Culture locale et patrimoine

### Lieux et monuments
- L'église Saint-Sulpice-et-Saint-Antoine[1]. Au cimetière, la tombe de l'artiste-peintre Maxime David.
- Monument aux morts.
- La tour du château, à proximité de la salle polyvalente, unique vestige d'un ancien château.
- La forêt.
- Les marais, d'un caractère unique en France : d'après Natura 2000[19], ce site est l'un des plus riches et des plus diversifiés des plaines d'Europe occidentale. Son caractère d’exception est renforcé par la variété des climats locaux (depuis le boréal jusqu’au montagnard chaud) : même l'été, la température peut avoisiner zéro degré. L’intérêt floristique y est grand : une exceptionnelle diversité liée à la présence de microclimats variés sur une superficie réduite, avec de nombreuses espèces protégées. Du point de vue faunistique, le site abrite de nombreuses espèces d’insectes, d’oiseaux, de batraciens ou encore de reptiles.

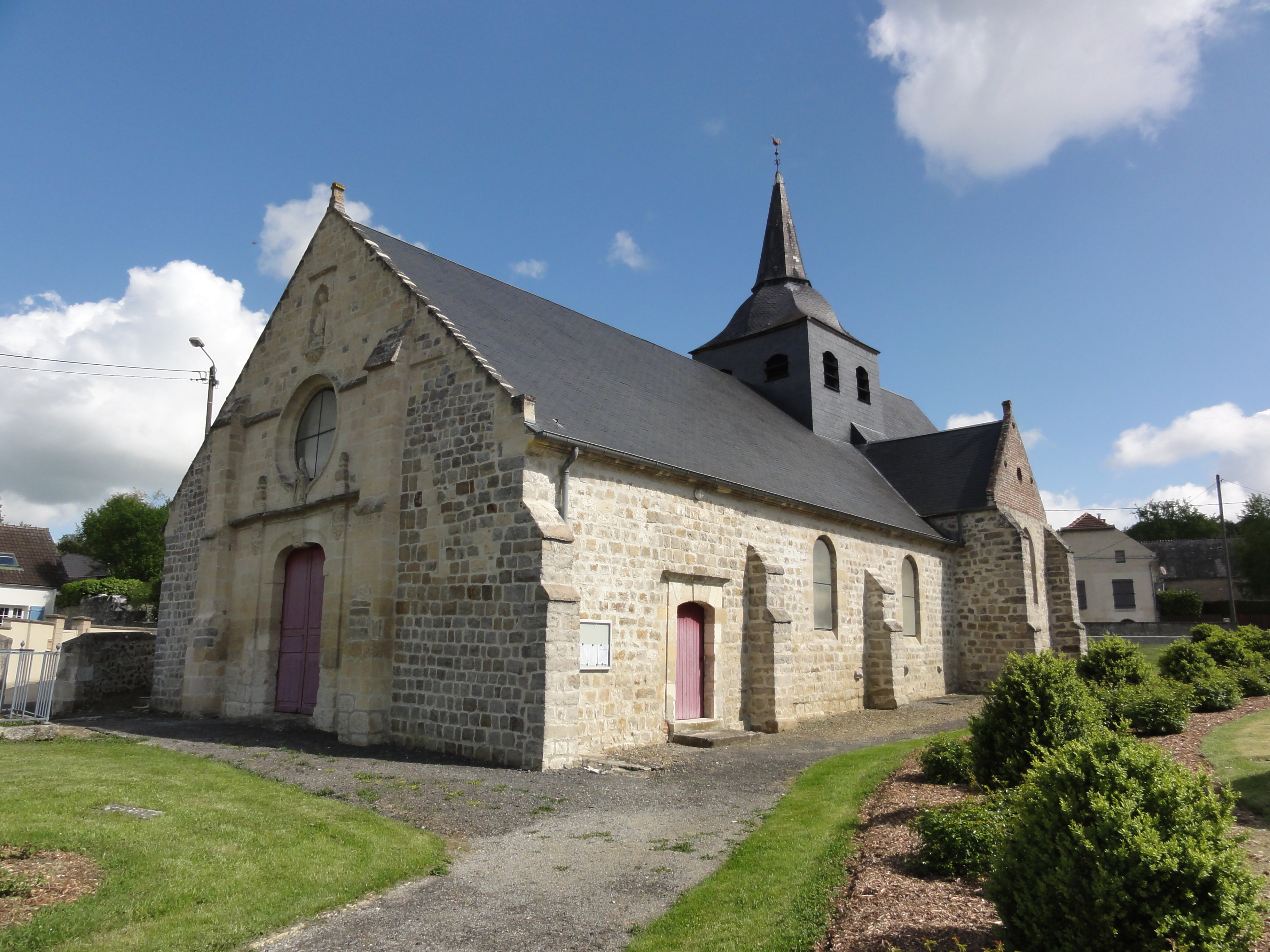
Église Saint-Sulpice-et-Saint-Antoine.
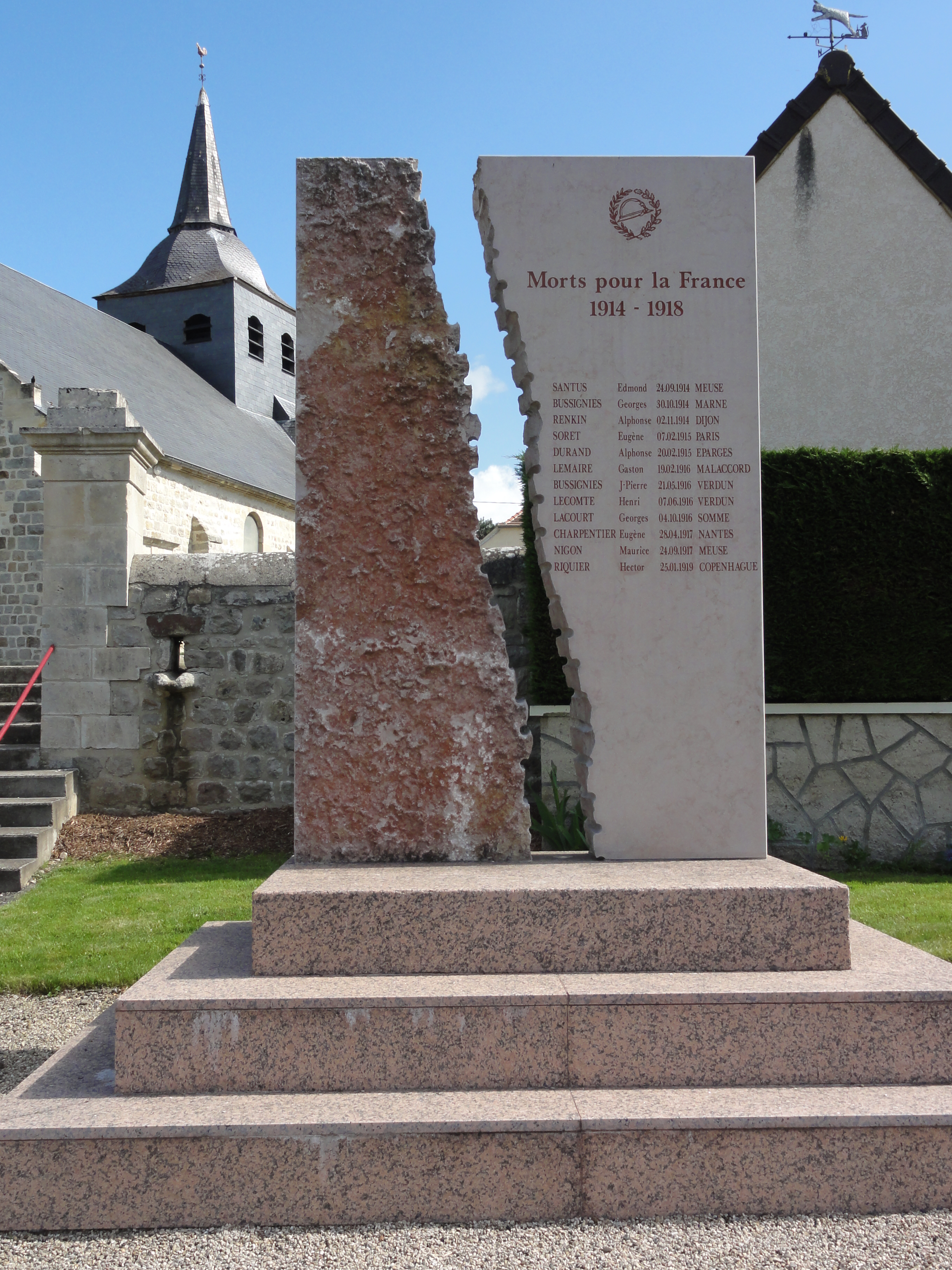
Monument aux morts.
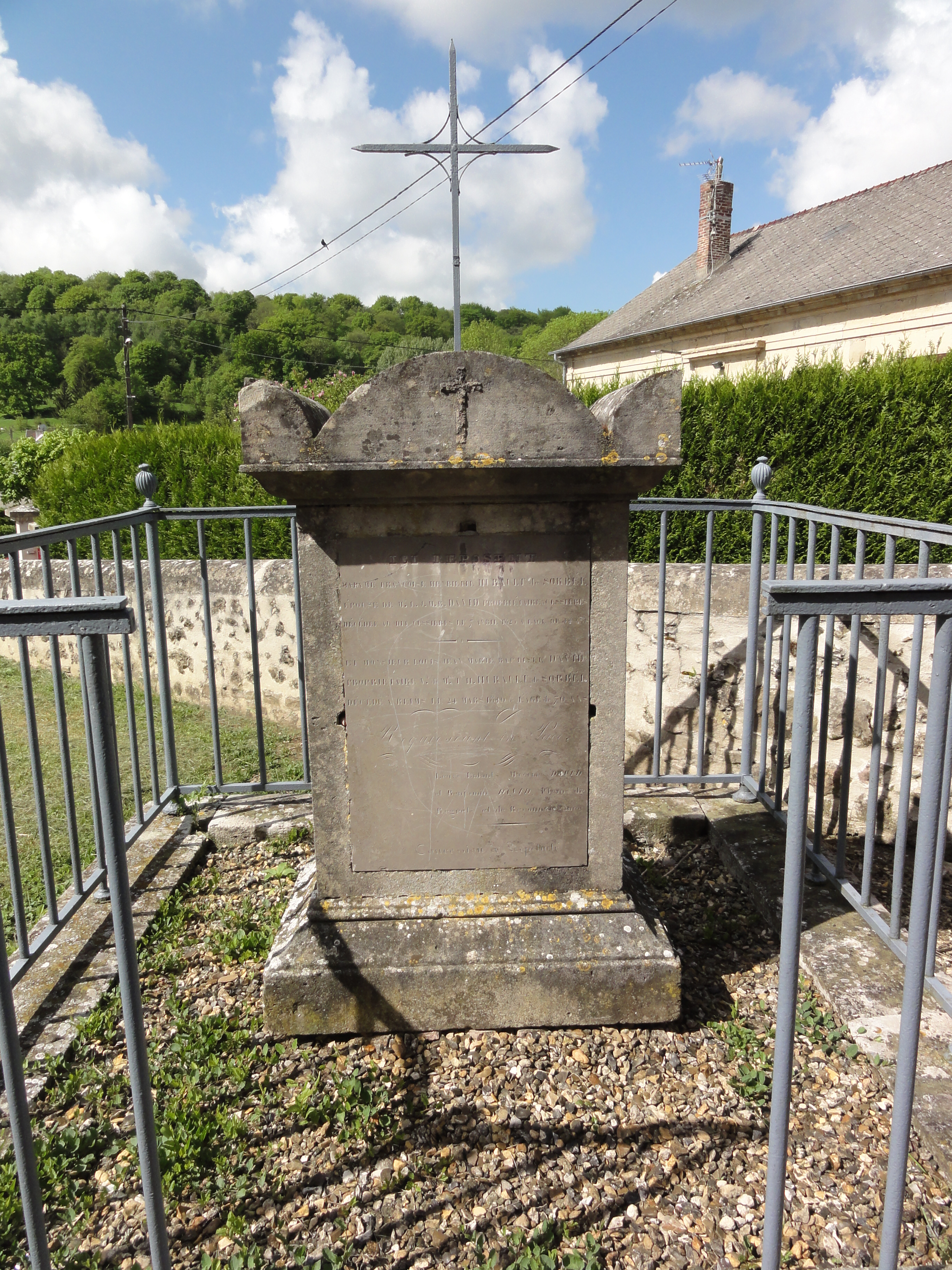
Tombe de l'artiste artiste peintre Maxime David et sa famille.

### Personnalités liées à la commune
Maxime David, artiste-peintre, est inhumé dans le cimetière communal[réf. nécessaire].
François-Étienne Gouge de Cessières[pourquoi ?], poète (1724-1782 ?)[réf. nécessaire]